# Ahmed Chérif al-Sanoussi
Pour les articles homonymes, voir Soldat (homonymie).
Ahmed Chérif al-Sanoussi (en arabe : أحمد الشريف السنوسي ) connu sous le nom de Aḥmād Ier (en arabe : أحمد الأول ), né en 1873 à Jaghbub dans la Choura autonome de Cyrénaïque et mort le 10 mars 1933 à Médine en Arabie saoudite, était le chef suprême de la famille Al-Sanoussi entre 1902 et 1933, même si cette direction reste formelle entre 1917 et 1933.

## Biographie
Sa fille, Fatima el-Sharif était l'épouse du roi Idris Ier, et de ce fait, reine consort de Libye.
Il participa à la lutte contre les colons Français et les colons Italiens et participa à la Première Guerre mondiale sur le théâtre oriental. En août 1918, il fuit la Libye pour l'Autriche-Hongrie puis l'Empire ottoman et finalement s'installe dans le Hedjaz, à Médine, où il mourra.

## Sources
- (en) Cet article est partiellement ou en totalité issu de l’article de Wikipédia en anglais intitulé « Ahmed Sharif as-Senussi » (voir la liste des auteurs).